# Ваганичи
Вага́ничи (укр. Ваганичі) – село, расположенное на территории Городнянского района Черниговской области (Украина). Расположено в 23 км на северо-запад от райцентра Городни. Население — 492 чел. (на 2006 г.). Адрес совета: 15172, Черниговская обл., Городнянский р-он, село Ваганичи, ул. Ленина,1 , тел. 3-92-10. Ближайшая ж/д станция — Хоробичи (линия Гомель-Бахмач), 3 км. Первое письменное упоминание о Ваганичах относится к 1718 году. В селе расположен парк-памятник садово-паркового искусства местного значения «Ваганичский парк» площадью 6 га. Протекает ручей Вага, который впадает в Чибриж.